# Breedon on the Hill
Breedon on the Hill – wieś w Anglii, w hrabstwie Leicestershire, w dystrykcie North West Leicestershire. Leży 26 km na północny zachód od miasta Leicester i 168 km na północny zachód od Londynu. Miejscowość liczy 958 mieszkańców.